# Canthon unicolor
Canthon unicolor е вид бръмбар от семейство Листороги бръмбари (Scarabaeidae). Видът не е застрашен от изчезване.

## Разпространение
Разпространен е в Аржентина (Кориентес, Мисионес и Чако), Боливия, Бразилия (Гояс, Мато Гросо и Минас Жерайс), Парагвай и Уругвай.